# Undisputed (Beenie Man)
Undisputed è il diciottesimo album in studio del cantante giamaicano Beenie Man, pubblicato nel 2006.

## Tracce
1. Undisputed
2. Chaka Dance
3. Hmm Hmm
4. Girls (featuring Akon)
5. Dutty Wine Gal (featuring Brooke Valentine)
6. Jamaican Ting
7. Beenie Man (featuring D'Angel)
8. Come Again
9. Fire (featuring Voltio & Randy)
10. Heart Attack
11. Walk Out
12. My World (featuring Lady Saw)
13. Set You Free
14. My Woman